# 우오시마촌
우오시마촌(魚島村)은 에히메현 도요지방에 있던 촌이다.
유인도로 어도와 다카이 신도가 있다.
1947년에는 인구 1,700명을 달했으나 과소화로 폐촌 직전에는 약 290명까지 인구 격감이 진행되어 서일본에서 인구가 작은 자치체가 되었다.「학교는 지역 등대」의 이념을 내걸어 촌민 대모집에 의해 폐교 위기를 극복하고 하수도 보급률 100% 달성, 에히메현내 자치체 최초의 케이블 TV(CATV) 도입 등 낙도에서 취락이 소규모로 응축된 마을이기 때문에 가능하다고 할 수 있는 독특한 시책을 추진해 전국의 소규모 낙도 모델로서 주목받은 마을이기도 했다.

## 역사
- 1879년 - 촌제를 시행해 우오시마촌이 성립하였다.
- 1889년 12월 15일 - 정촌제 시행에 수반해 유게촌에 편입하였다.
- 1895년 9월 12일 - 유게촌에서 분립해 다시 우오시마촌이 되었다.
- 2004년 10월 1일 - 가미지마 4정촌이 합병해, 자지체로서의 우오시마촌은 역사속에 사라졌다.